# Lekkoatletyka na Igrzyskach Panamerykańskich 2011 – rzut oszczepem mężczyzn
Rzut oszczepem mężczyzn – jedna z konkurencji rozegranych podczas zawodów lekkoatletycznych na igrzyskach panamerykańskich w Guadalajarze.
Złoty medal – drugi raz w karierze – zdobył reprezentant Kuby Guillermo Martínez.

## Terminarz
| Data                 | Runda |
| -------------------- | ----- |
| 28 października 2011 | Finał |

## Rekordy
Tabela prezentuje rekord świata, Ameryki Środkowej i Karaibów, Ameryki Północnej oraz Ameryki Południowej i igrzysk panamerykańskich, a także najlepszy rezultat na świecie w sezonie 2011 przed rozpoczęciem igrzysk.
| Rekord świata                       | Jan Železný         | 98,48 | Jena         | 25 maja 1996(dts)         |       |
| Rekord Ameryki Północnej            | Breaux Greer        | 91,29 | Indianapolis | 21 czerwca 2007(dts)      | [ 3 ] |
| Rekord Ameryki Południowej          | Edgar Baumann       | 84,70 | San Marcos   | 17 października 1999(dts) | [ 4 ] |
| Rekord Ameryki Środkowej i Karaibów | Guillermo Martínez  | 87,17 | Paryż        | 8 lipca 2006(dts)         |       |
| Listy światowe                      | Andreas Thorkildsen | 90,61 | Byrkjelo     | 14 sierpnia 2011(dts)     | [ 5 ] |

## Rezultaty

### Finał

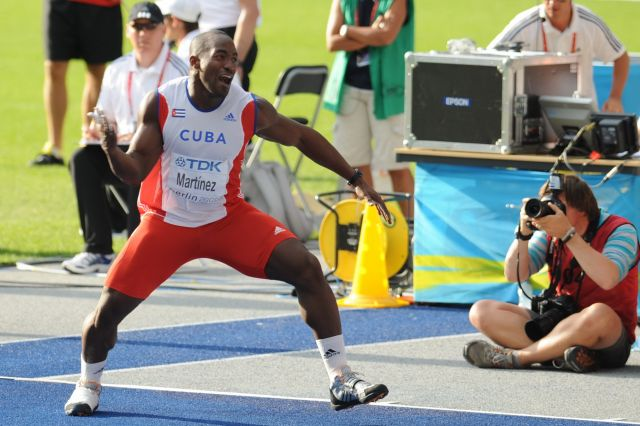
Złoty medalista Kubańczyk Guillermo Martínez (2009)

| Poz. | Zawodnik                | Reprezentacja              | #1    | #2    | #3    | #4    | #5    | #6    | Rezultat | Uwagi |
| ---- | ----------------------- | -------------------------- | ----- | ----- | ----- | ----- | ----- | ----- | -------- | ----- |
|      | Guillermo Martínez      | Kuba                       | 87,20 | x     | –     | –     | –     | –     | 87,20    | CR    |
|      | Cyrus Hostetler         | Stany Zjednoczone          | 77,97 | x     | 75,24 | 79,20 | 77,17 | 82,24 | 82,24    | SB    |
|      | Braian Toledo           | Argentyna                  | 76,50 | 79,53 | 76,12 | x     | 73,54 | 76,71 | 79,53    | PB    |
| 4    | Sean Furey              | Stany Zjednoczone          | 74,22 | 72,94 | 74,83 | x     | 77,05 | x     | 77,05    |       |
| 5    | Víctor Fatecha          | Paragwaj                   | 73,02 | 76,92 | x     | 73,51 | 74,10 | x     | 76,92    | SB    |
| 6    | Júlio César de Oliveira | Brazylia                   | 75,61 | 76,24 | 73,74 | x     | 70,12 | 75,03 | 76,24    |       |
| 7    | Keshorn Walcott         | Trynidad i Tobago          | 72,92 | x     | 75,77 | 67,65 | –     | 70,08 | 75,77    | PB    |
| 8    | Juan José Méndez        | Meksyk                     | 74,18 | x     | 66,50 | 69,39 | 68,68 | x     | 74,18    |       |
| 9    | Michel Miranda          | Kuba                       | 73,91 | x     | x     |       |       |       | 73,91    |       |
| 10   | Arley Ibargüen          | Kolumbia                   | 72,93 | x     | 72,46 |       |       |       | 72,93    |       |
| 11   | Felipe Ortiz            | Portoryko                  | 67,93 | 67,71 | 63,23 |       |       |       | 67,93    |       |
| 12   | José Lagunes            | Meksyk                     | 62,43 | 64,59 | 64,70 |       |       |       | 64,70    |       |
| 13   | Justin Cummins          | Barbados                   | x     | 64,34 | 63,91 |       |       |       | 64,34    |       |
| 14   | Omar Jones              | Brytyjskie Wyspy Dziewicze | 54,98 | 60,24 | x     |       |       |       | 60,24    |       |
| 99 ! | Ignacio Guerra          | Chile                      | x     | x     | x     |       |       |       | NM       |       |